# Wijayananda Dahanayake
Wijayananda Dahanayake (22 octobre 1902 – 4 mai 1997) est un homme d'État. Il a été Premier ministre du Sri Lanka entre 1959 et 1960.
Il devint premier ministre de son pays après l’assassinat de Solomon Bandaranaike, chef du Sri Lanka Freedom Party (SLFP) en place depuis 1959. Son mandat de six mois prit fin lors des élections générales qui suivirent en mars 1960 et qui seront remportées par le Parti National Uni. Dahanayake était membre de l’aile gauche du Lanka Sama Samaja Party avant de se joindre au SLFP. Durant sa carrière politique, il fut aussi ministre de l’Éducation, des Affaires Intérieures et de l’Agriculture.

## Biographie

### Premières années

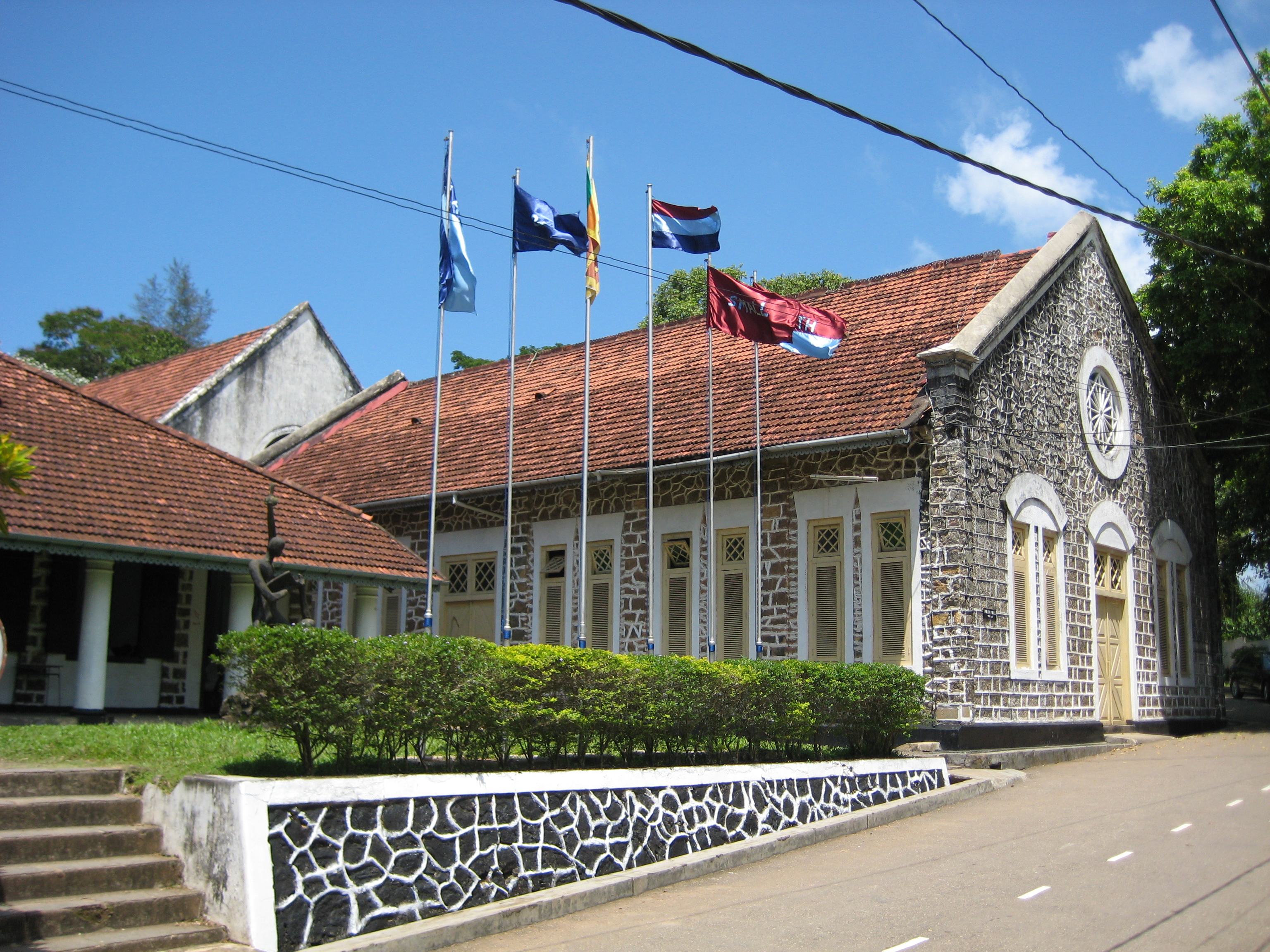
Wijeyananda Dahanayaka fréquente le Richmond College, de Galle, Sri Lanka.

Frère jumeau né à Dangedera dans le secteur de Richmond Hill à Galle, son père, Don Dionesius Panditha Sepala Dahanayake, était un muhandiram (en) qui sert en tant que Kackckeri Mudliyar (en) de Galle et un académicien en langues orientales. Son frère jumeau est Kalyanapriya Dahanayake,.
Dahanayake étudie d'abord au Rippon Girls' School de Galle et ensuite au Government English Training School de Colombo. Il fréquente ensuite le Richmond College (en) de Galle et le S. Thomas' College (en) de Mount Lavinia.

### Carrière d'enseignant
Après ses études et avoir reçu une formation d'enseignant au collège de Maharagama, il se joint au corps enseignant du Collège Saint-Louis de Galle où il enseigne l'anglais, les mathématiques, l'histoire et la géographie. De plus, il entraine le club d'athlétisme du collège, ainsi l'équipe de cricket. Il organise aussi la English Literary Union et la Debating Society, qui supervise des protestations étudiantes contre le pouvoir colonial britannique,.

### Carrière politique

#### Politique municipal
Actif durant la période pré-indépendance alors qu'il enseigne toujours, il décide de s'orienter vers la politique à temps plein. En tant que membre du Lanka Sama Samaja Party, parti politique trotskisme, il est élu au conseil municipal de Galle (en) dans le district de Kumbalwella. En 1939, il devient le premier maire de Galle (en) et conserve le poste jusqu'en 1941. Alors qu'éclate la Seconde Guerre mondiale, le Lanka Sama Samaja Party refuse de supporter l'effort de guerre britannique. Organisant une grève au moment le plus fort du conflit, la police le poursuit. Se représentant seul au tribunal, il remporte son procès contre le procureur de la couronne,.

#### Conseil d'État
Se présentant candidat de Bibile lors d'une élection partielle pour le Conseil d'État de Ceylan en 1944, il est défait par la magnat S. A. Peiris. Malgré sa défaite, il élabore une pétition afin de s'opposer et destituer son adversaire. Parvenant à se faire élire, son parti se divise et Dahanayake se rallie au Parti bolchévique-léniniste (en) dirigé par le Dr. Colvin R. de Silva (en). Il supporte les réformes éducatives de C. W. W. Kannangara (en) en récoltant plusieurs signatures pour des pétitions publiques initiées afin de les encourager et de permettre une égalité des chances pour l'ensemble des enfants de l'île. En 1947, il est l'un des trois seuls membres qui votent contre la Constitution Soulbury (en) qui permet à Ceylan d'être autonome en tant que dominion dans le Commonwealth britannique.

#### Parlement
Remportant l'élection de 1947 en tant que candidat bolchévique-léniniste dans la circonscription de Galle (en) sans aucune dépense, il remporte aisément l'élection contre H. W. Amarasuriya (en) du Parti national uni (EJP). Au parlement, il donne un discours de treize heures et demi lors de la présentation du premier budget et qui est crédité d'avoir été le plus long donné dans cette enceinte. Plus tard, il se rallie à nouveau au Lanka Sama Samaja Party du Dr. N. M. Perera (en) et est réélu en 1952. Il est exclus du parti après avoir organisé une réception pour le premier ministre Dudley Senanayake lors d'une visite à Galle.
En 1955, il dirige le mouvement Sinhala only et organisé dans un nouveau parti nommé Basha Peramuna (Front pour la langue) qui s'associe avec le Mahajana Eksath Peramuna (en) (Front populaire uni) sous la direction de Solomon Bandaranaike. Le parti remporte une victoire éclatante en 1956 contre l'EJP qui est réduit à huit représentants.

#### Ministre de l'Éducation
Avec Bandaranaike qui devient premier ministre, Dahanayake entre dans son cabinet au poste de ministre de l'Éducation (en). En tant que ministre, il introduit un repas de mi-journée pour les élèves ce qui lui confère le surnom de Bannis Mama. Il confère aussi le statut d'université au collège Vidyodaya Pirivena (en) et au Vidyalankara Pirivena (en).
En 1959, il devient Leader de la chambre (en) intérimaire lorsque C. P. de Silva (en) doit se rendre à Londres pour des traitements médicaux.

#### Premier ministre
Alors que Bandaranaike doit se rendre à New York pour l'assemblée générale des Nations Unies à la fin septembre 1959, il envoie une lettre au gouverneur général recommandant de nommé Dahanayake comme premier ministre intérimaire pendant l'absence de Silva. Bandaranaike est assassiné le 26 septembre 1959 et avec une lettre de référence, Oliver Goonetilleke nomme Dahanayake premier ministre. Confirmé par le parlement à se poste, il prend également les portefeuilles de la Défense, des Affaires étrangères (de coutume détenu par le premier ministre), ainsi que celui de l'Éducation. Sa gestion en tant que premier ministre est tendue et controversée. Il fait rapidement face à une motion de censure remportée 48 à 43. Même peu avant l'assassinat de Bandaranaike, des dissensions internes commençaient à apparaître avec la Mahajana Eksath Peramuna (en). La situation continue de se détériorée avec Dahanayake au pouvoir et s'aggrave avec des soupçons contre plusieurs ministres en lien avec l'assassinat conduisant à leurs démissions ou destitutions. Dahanayake demande au gouverneur général en décembre 1959 de dissoudre le parlement. Se dissociant du Parti de la liberté du Sri Lanka, il fonde le Prajathanthravadi Pakshaya (Parti démocratique de Ceylan) et dirige le pays avec un cabinet de cinq membres. Il est défait dans sa circonscription de Galle en mars 1960 par W. D. S. Abeygoonawardena (en).
Fait notable durant son mandat de premier ministre, il procède à l'abrogation de la peine de mort. Néanmoins, l'abrogation de la loi, permettra par la suite l'exécution des assassins de Bandaranaike.

#### Retour au parlement
Retrouvant son poste de représentant de Galle en juillet 1960, il siège avec l'opposition et est convoqué en 1963 à témoigner lors de la commission d'enquête liée à l'assassinat de Bandaranaike. La même année, il obtient un doctorat honorifique de l'université Vidyodaya (en). En 1964, Dahanayake attire l'attention lorsqu'il tente d'accéder au parlement en pagne afin de protester contre le rationnement du textile par le gouvernement de Sirimavo Bandaranaike,.

#### Ministre et opposition
Réélu en 1965 avec le Sri Lanka Freedom Socialist Party de Silva, le parti supporte le Parti national uni dans la formation d'un gouvernement. Dahanayake est nommé ministre de l'Intérieur (en). Élu à nouveau en 1970, mais siège dans l'opposition. Il quitte l'EJP lorsque sa demande d'un vote indépendant sur la question d'une constitution républicaine est refusée. Candidat indépendant en 1977, il est défait par Albert Silva (en). Il entame ensuite une pétition pour destituée Silva qu'il présente à la Haute cour de Galle et à la Cour Suprême. Obtenant un jugement favorable, il parvient a se faire réélire lors de l'élection partielle. En mars 1986, il est nommé ministre des Coopératives dans le gouvernement de J. R. Jayewardene. Il demeure en poste jusqu'en 1988. L'EJP inscrit son nom sur sa liste nationale pour l'élection de 1989, mais le parti le retire et marque la fin de sa carrière politique,.

### Dernières années
Dahanayaka meurt à Galle d'une courte maladie en mars 1997 à l'âge de 94 ans.

## Vie personnelle
Homme modeste, Dahanayaka s'établit à Temple Trees en amenant ses propres effets dans deux vieilles valises de sa chambre de Srawasthi Mandiraya (en). Il est resté célibataire toute sa vie.

## Résultats électoraux
| Élection                  | Circonscription | Parti | Parti                                  | Votes  | Résultat |
| ------------------------- | --------------- | ----- | -------------------------------------- | ------ | -------- |
| Législative 1947          | Galle (en)      |       | Parti bolchévique-léniniste (en)       | 16 588 | Élu      |
| Législative 1952          | Galle (en)      |       | Lanka Sama Samaja Party                | 17 897 | Élu      |
| Législative 1956          | Galle (en)      |       | Mahajana Eksath Peramuna (en)          | 21 971 | Élu      |
| Législative mars 1960     | Galle (en)      |       | Lanka Prajathanthravadi Pakshaya (en)  | 9 997  | Défait   |
| Législative juillet 1960  | Galle (en)      |       | Lanka Prajathanthravadi Pakshaya (en)  | 10 902 | Élu      |
| Législative 1965          | Galle (en)      |       | Sri Lanka Freedom Socialist Party (en) | 18 416 | Élu      |
| Législative 1970          | Galle (en)      |       | Parti national uni                     | 16 940 | Élu      |
| Législative 1977          | Galle (en)      |       | Nationalities Unity Organisation       | 10 852 | Défait   |
| 1979 (élection partielle) | Galle (en)      |       | Parti national uni                     | 13 012 | Élu      |